# Ананьино (Ленинградская область)
Ананьино (фин. Anelia) — деревня в Копорском сельском поселении Ломоносовского района Ленинградской области.

## История
Впервые упоминается в Писцовой книге Водской пятины 1500 года как деревня Онаньино в Каргальском погосте Копорского уезда.
Затем как пустошь Ananyna Ödhe в Каргальском погосте (западной половине) в шведских «Писцовых книгах Ижорской земли» 1618—1623 годов.
На шведской «Генеральной карте провинции Ингерманландии» 1704 года она обозначена как деревня Annania.
Как деревня Анакия упомянута на «Географическом чертеже Ижорской земли» Адриана Шонбека 1705 года.
Как деревня Ананина она упоминается на карте Ингерманландии А. Ростовцева 1727 года.
На карте Санкт-Петербургской губернии Ф. Ф. Шуберта 1834 года также обозначена деревня Ананьина.

АНАНЬИНА — деревня принадлежит дворянке Герздорф, число жителей по ревизии: 19 м. п., 23 ж. п. (1838 год)

В пояснительном тексте к этнографической карте Санкт-Петербургской губернии П. И. Кёппена 1849 года она записана как деревня Anelia (Ананьина) и указано количество её жителей на 1848 год: савакотов — 20 м. п., 24 ж. п., всего 44 человека.
Согласно 9-й ревизии 1850 года деревни Ананьино и Шейкино принадлежали помещику Аристу Фёдоровичу Герздорфу.
Согласно карте профессора С. С. Куторги 1852 года деревня называлась Ананьина.

АНАНЬИНО — деревня генерал-майора Герздорфа, по просёлочной дороге, число дворов — 7, число душ — 22 м. п. (1856 год)

Согласно 10-й ревизии 1856 года деревни Ананьино и Шейкино также принадлежали помещику Аристу Фёдоровичу Герздорфу.

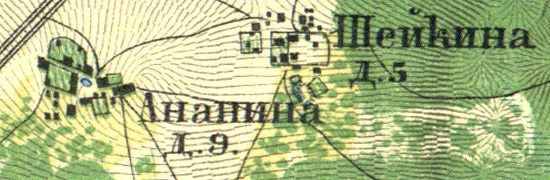
План деревни Ананьино. 1860 год

Согласно «Топографической карте частей Санкт-Петербургской и Выборгской губерний» в 1860 году деревня называлась Ананьина и насчитывала 9 крестьянских дворов, к востоку от деревни находилась, ныне упразднённая деревня Шейкино.

АНАНЬИНО — деревня владельческая при колодцах, число дворов — 9, число жителей: 19 м. п., 15 ж. п. (1862 год)

В конце XIX века деревня административно относилась к Копорской волости 2-го стана Петергофского уезда Санкт-Петербургской губернии, в начале XX века — 3-го стана. По приходским данным население деревни было смешанным — финско-русским.
Согласно данным переписи населения СССР 1926 года в деревне Ананьино Ананьинского сельсовета Копорской волости Троцкого уезда проживали 50 человек — большинство русские, а также финны.

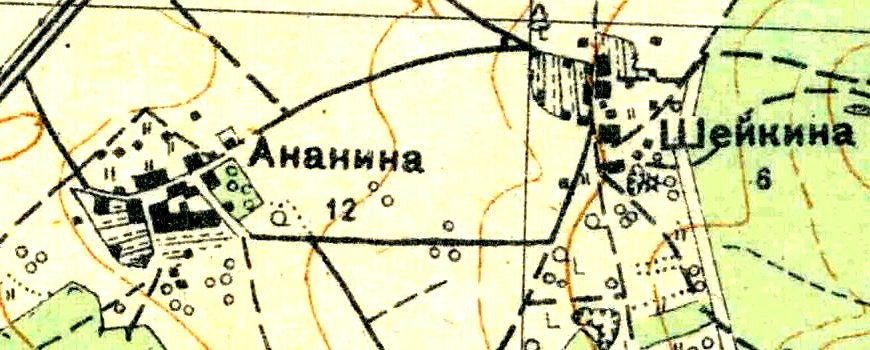
План деревни Ананьино. 1930 год

Согласно топографической карте 1930 года деревня называлась Ананьина и насчитывала 12 дворов.
По данным 1933 года деревня Ананьино входила в состав Ламаховского (Ломаховского) сельсовета Ораниенбаумского района.
По данным 1966, 1973 и 1990 годов деревня Ананьино входила в состав Копорского сельсовета.
В 1997 году в деревне Ананьино Копорской волости постоянного населения не было, в 2002 году проживали 2 человека (все русские), в 2007 году — вновь не было.

## География
Деревня расположена в юго-западной части района на автодороге 41К-008 (Петродворец — Криково), к югу от административного центра поселения, села Копорье.
Расстояние до административного центра поселения — 9 км.
Расстояние до ближайшей железнодорожной станции Копорье — 12 км.

## Демография
| 1862 | 2002 | 2007 | 2010 | 2017 |
| ---- | ---- | ---- | ---- | ---- |
| 34   | ↘2   | ↘0   | ↗20  | ↘4   |